# Jogurt
Jogurt je mliječni proizvod koji nastaje prirodnim procesom fermentacije mlijeka uz pomoć bakterija. Djelovanjem bakterija dolazi do fermentacije pri čemu mliječni šećer (laktoza) prelazi u mliječnu kiselinu. Ovaj proces iskorišten je za industrijsko dobivanje jogurta. Sojin jogurt sadrži sojino mlijeko, ali većina ljudi koristi jogurte koji sadrže kravlje mlijeko. Na 40°C dolazi do razmnožavanja bakterija. Jogurt je postao popularan u Sjedinjenim Američkim Državama 50-ih i 60-ih godina 20. stoljeća kad se jogurt definirao kao zdrava hrana. Sadrži mnogo mliječnih bjelančevina (proteina), a ustvrđeno je da korisne bakterije iz jogurta stvaraju kiselinu kojom ubijaju neke druge vrste bakterija, koje su uzročnici bolesti, a smatra se i da jogurt kod žena smanjuje broj za mogućnost da dobiju još jednom gljivičnu infekciju, koju su imale ranije.
Pod pojmom jogurt kao namirnica podrazumijeva se polutekući mliječni proizvod koji se dobiva zagrijavanjem mlijeka i dodavanjem jogurtnih kultura bakterija mliječne kiseline (lat. Lactobacillus bulgaricus i Streptococcus thermophilus). Na temperaturi 42-45°C za 2-4 sata dolazi do fermentacije i kiseljenja mlijeka. Nakon toga jogurt se hladi čime se usporava kiseljenje i produžava svoje trajanje. Jogurt sadrži oko 0,7% mliječne kiseline.

## Neke vrste jogurta
- Cacık/Tarator popularni je hladni jogurt koji nalikuje juhi, a najpopularniji je u Bugarskoj, Makedoniji, Srbiji, Grčkoj, i Turskoj. Napravljen je pomoću krastavca, oraha, salate, kopara i drugih sastojaka u Bugarskoj, a u Turskoj je ovaj popularan jogurt napravljen bez oraha.
- Jameed je jogurt kojem je potrebno sušenje, veoma popularan u Palestini i Jordanu.
- Labneh je libanonski jogurt uz koji se često jede sendvič. Sadrži ulje, krastavce te bobice masline.
- Dadiah, ili Dadih, jogurt je sa zapadne Sumatre napravljen od mlijeka vodenog bivola.

## Sastav
| Sastav (u 100 g jogurta)                   |
| ------------------------------------------ |
| ugljikohidrati 4,7 grama - šećer 4,7 grama |
| masti 3,3 grama                            |
| bjelančevine 3,5 grama -kalcij 121 mg      |
| Izvor: USDA Nutrient database              |